# Japanische Akademie der Wissenschaften
Die Japanische Akademie der Wissenschaften (japanisch 日本学士院, Nippon Gakushiin, engl. The Japan Academy) ist eine nichtstaatliche Akademie der Wissenschaften in der Nähe des Ueno-Parks in Tokio in Japan. Sie wurde am 15. Januar 1879 gegründet und verfolgt das Ziel, akademische Arbeiten zu unterstützen und die Forschung zu fördern. Sie steht unter der Schirmherrschaft des MEXT.

## Geschichte

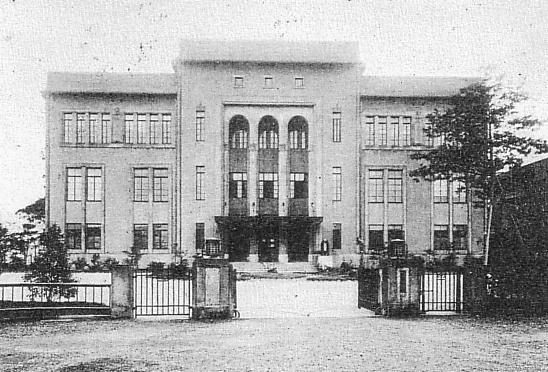
Die Kaiserliche Akademie der Wissenschaften um 1930

Die Japanische Akademie der Wissenschaften wurde 1879, in der Meiji-Zeit, gegründet. Vom Zeitpunkt der Gründung bis 1906 trug sie den Namen Tōkyō Gakushi Kaiin (東京学士会院). Ziel der neu gegründeten Akademie war es, die Bildung und Wissenschaft zu fördern. Zu Beginn war die Anzahl der Mitglieder auf 40 Personen festgelegt.
1906 wurde die Akademie umbenannt in Kaiserliche Akademie der Wissenschaften (帝国学士院, Teikoku Gakushiin, engl. The Imperial Academy). In der Folge wurde das Aufgabenspektrum der Akademie weiter ausgedehnt und näherte sich den Aufgabenbereichen europäischer und amerikanischer Akademien an. Die Akademie erstellte Berichte über den Stand der Forschung und beantwortete Anfragen der Regierung. Zudem begann sie herausragende wissenschaftliche Leistungen auszuzeichnen. Sie richtete regelmäßige Treffen ein, um den Stand der Forschung zu rekapitulieren und zu diskutieren.
Nach dem Ende des Zweiten Weltkrieges, 1947 unter amerikanischer Besatzung, wurde die Akademie erneut umbenannt und erhielt ihren heutigen Namen. Außerdem wurde die Akademie dem japanischen Wissenschaftsrat unterstellt, wodurch bis 1956 ihre Unabhängigkeit als ursprünglich nicht staatliche Organisation eingeschränkt war. 1956 erhielt sie durch den Erlass des Academy Law, das 10 Artikel umfasst, ihre Unabhängigkeit als nicht staatliche Organisation zurück. Durch Artikel 2 dieses Gesetzes wurde die Anzahl der Mitglieder auf maximal 150 Personen angehoben. Die Mitgliedschaft wird nach Artikel 3 auf Lebenszeit vergeben. Die Bibliothek der Akademie hat seither verschiedene Materialsammlungen, insbesondere zur japanischen Mathematik angelegt. Sie trat in einen regen Informationsaustausch mit anderen Akademien weltweit.

## Gegenwart
1974 erhielt die Akademie einen neuen Sitz und einen neuen Sitzungssaal, der nach Entwürfen von Taniguchi Yoshirō gebaut wurde. Die Gesamtfläche, die der Akademie gegenwärtig in Ueno zur Verfügung steht, beträgt 1282 m². Sie verfügt über ein jährliches Budget von 623,6 Mio. Yen (2022). Die Akademie besitzt zwei Hauptabteilungen, eine geisteswissenschaftliche und eine naturwissenschaftliche, mit insgesamt sieben Unterabteilungen, die einzelnen Fachgebieten zugeordnet sind:
- Geisteswissenschaftliche Hauptabteilung:

1. Literatur, Geschichte, Philosophie
2. Recht und Politikwissenschaft
3. Wirtschaftswissenschaften und Handel

- Naturwissenschaftliche Hauptabteilung:

1. reine Wissenschaften
2. Ingenieurwissenschaften
3. Landwirtschaft
4. Medizin, Pharmazie und Zahnheilkunde

Der Akademie gehören zurzeit 134 von 150 möglichen Mitgliedern an, zusätzlich 27 Ehrenmitglieder und 11 Angestellte. Die Akademie veranstaltet monatliche Treffen, mit Ausnahme der Monate Juli und August, und sie besitzt 11 Fachgremien zu spezifischen Themen.

### Bekannte Mitglieder
Bekannte Mitglieder der Akademie sind u. a.:
- Kikuchi Seishi
- Nakayama Tadashi
- David Masser

### Sammlungen
Die Bibliothek der Akademie sammelt Materialien und Arbeiten ihrer Mitglieder. Sie verfügt gegenwärtig über 34.342 selbstständige Einzeldokumente und 2.472 Reihentitel. Zu den wichtigsten Sammlungen gehören:
- die Sammlung von Dokumenten zu genuin japanischen Leistungen in der Mathematik (Wasan), deren Bestand im Catalog of Native Japanese Mathematics dokumentiert ist.
- die Sammlung Kawamoto Kōmin – eine Sammlung von Dokumenten des gleichnamigen Gelehrten, der in der Edo-Zeit im Rahmen der Rangaku viele Bücher über die wissenschaftlichen Errungenschaften Europas übersetzte und Bücher über Chemie und Physik verfasste.
- die Sammlung Diaries – 139 handschriftliche Aufzeichnungen und 46 Dokumente zur Korrespondenz zwischen Japan und anderen Ländern, die über einen Zeitraum von 230 Jahren (von 1631 bis 1860) entstanden und fortgeschrieben wurden.

## Präsidenten der Akademie

### Präsidenten derTōkyō Gakushi Kaiin
| Name             | Kanji      | Amtszeit                      | Universitätszugehörigkeit | Fachgebiet          |
| ---------------- | ---------- | ----------------------------- | ------------------------- | ------------------- |
| Fukuzawa Yukichi | 福澤諭吉   | Januar 1879 – Juni 1879       | Keio Gijuku (慶應義塾)    |                     |
| Nishi Amane      | 西周       | Juni 1879 – Dezember 1880     | Yōrōkan (養老館)          | Jura, Philosophie   |
| Katō Hiroyuki    | 加藤弘之   | Dezember 1880 – Juni 1882     | Universität Tokio         | Politikwissenschaft |
| Nishi Amane      | 西周       | Juni 1882 – Juni 1886         | Yōrōkan (養老館)          | Jura, Philosophie   |
| Katō Hiroyuki    | 加藤弘之   | Juni 1886 – Dezember 1895     | Universität Tokio         | Politikwissenschaft |
| Hosokawa Junjirō | 細川潤次郎 | Dezember 1895 – Dezember 1897 | Tosa-han                  | Jura                |
| Katō Hiroyuki    | 加藤弘之   | Dezember 1897 – Juni 1906     | Universität Tokio         | Politikwissenschaft |

### Präsidenten der Kaiserlichen Akademie der Wissenschaften
| Name             | Kanji      | Amtszeit                      | Universitätszugehörigkeit             | Fachgebiet          |
| ---------------- | ---------- | ----------------------------- | ------------------------------------- | ------------------- |
| Katō Hiroyuki    | 加藤弘之   | Juli 1906 – Juni 1909         | Universität Tokio                     | Politikwissenschaft |
| Kikuchi Dairoku  | 菊池大麓   | Juli 1906 – August 1917       | Bansho-Shirabesho (Universität Tokio) | Mathematik          |
| Hozumi Nobushige | 穂積陳重   | Oktober 1917 – Oktober 1925   | Universität Tokio                     | Jura                |
| Okano Keijirō    | 岡野敬次郎 | November 1925 – Dezember 1925 | Universität Tokio                     | Handelsrecht        |
| Sakurai Jōji     | 桜井錠二   | Februar 1926 – Januar 1939    | Universität Tokio                     | Chemie              |
| Nagaoka Hantarō  | 長岡半太郎 | März 1939 – Juni 1948         | Universität Tokio                     | Physik              |

### Präsidenten der Japanischen Akademie der Wissenschaften
| Name               | Kanji      | Amtszeit                     | Universitätszugehörigkeit | Fachgebiet                  |
| ------------------ | ---------- | ---------------------------- | ------------------------- | --------------------------- |
| Yamada Saburō      | 山田三良   | Juni 1948 – November 1961    | Universität Tokio         | Internationales Privatrecht |
| Shibata Yūji       | 柴田雄次   | Januar 1962 – November 1970  | Universität Tokio         | Anorganische Chemie         |
| Nambara Shigeru    | 南原繁     | November 1970 – Mai 1974     | Universität Tokio         | Politikwissenschaft         |
| Wadachi Kiyoo      | 和達清夫   | Oktober 1974 – Oktober 1980  | Universität Tokio         | Geophysik                   |
| Arisawa Hiromi     | 有沢広巳   | Oktober 1980 – Oktober 1986  | Universität Tokio         | Wirtschaftswissenschaft     |
| Kurokawa Toshio    | 黒川利雄   | Dezember 1986 – Februar 1988 | Universität Tōhoku        | Medizin                     |
| Wakimura Yoshitarō | 脇村義太郎 | Juni 1988 – März 1994        | Universität Tokio         | Wirtschaftswissenschaft     |
| Fujita Yoshio      | 藤田良雄   | April 1994 – April 2000      | Universität Tokio         | Astronomie                  |
| Ichiko Teiji       | 市古貞次   | April 2000 – Oktober 2001    | Universität Tokio         | Literatur                   |
| Nagakura Saburō    | 長倉三郎   | Oktober 2001 – Oktober 2007  | Universität Tokio         | Physikalische Chemie        |
| Kubo Masaaki       | 久保正彰   | Oktober 2007 – Oktober 2013  | Universität Tokio         | Europäische Literatur       |
| Sugimura Takashi   | 杉村隆     | Oktober 2013 – Oktober 2016  | Universität Tokio         | Biochemie, Onkologie        |
| Shiono Hiroshi     | 塩野 宏    | Oktober 2016 – heute         | Universität Tokio         | Verwaltungsrecht            |

## Preise der Akademie
Die Akademie verleiht darüber hinaus vier verschiedene Preise:
- seit 1911 den Onshi-shō (恩賜賞, „Kaiserlicher Preis“)
- ebenfalls seit 1911 den Preis der Japanischen Akademie der Wissenschaften (日本学士院賞, Gakushiin-shō)
- seit 1987 auch den Duke of Edinburgh-Preis (エジンバラ公賞, Ejinbara kōshō) und
- seit 2004 den Förderpreis für Wissenschaft der Japanischen Akademie der Wissenschaften (日本学士院学術奨励賞)

### Bekannte Preisträger
- Jimbō Michio
- Nishijima Kazuhiko
- Hideki Yukawa
- Noyori Ryōji
- Inoue Akihisa
- Miyazaki Ichisada
- Ōno Hideo
- Sakaki Hiroyuki
- Shibasaki Masakatsu
- Nakayama Tadashi
- Susumu Nakanishi
- Niwa Yasujirō